# Robert Cornthwaite
Robert Cornthwaite (* 28. April 1917 in St. Helens, Oregon; † 20. Juli 2006 in Woodland Hills, Kalifornien) war ein US-amerikanischer Schauspieler.

## Theater
Cornthwaite sammelte erste Erfahrungen als Schauspieler bei Schultheateraufführungen. Nach dem Abschluss der High School begann er parallel zum Besuch des Colleges in Portland mit der Arbeit bei verschiedenen kalifornischen Radiosendern. Daneben wirkte er als Bühnenschauspieler in verschiedenen Inszenierungen des örtlichen Studententheaters mit sowie am Southern California's Ahmanson und am Pasadena Playhouse. Auch in späteren Lebensjahren übernahm er immer wieder Bühnenengagements, unter anderem 1991 am South Coast Repertory Theatre, wo er den „Davies“ in Harold Pinters The Caretaker spielte.

## Film und Fernsehen
Die Theaterarbeit führte bald zu Engagements bei Film- und Fernsehproduktionen. 1950 gab Cornthwaite mit einer kleinen Rolle im Drama Menschen ohne Seele (Union Station) mit William Holden in der Hauptrolle sein Spielfilmdebüt. Bereits im Folgejahr wurde er durch den von Howard Hawks produzierten Science-Fiction-Film Das Ding aus einer anderen Welt einem breiten Publikum bekannt. Darin verkörperte der 34 Jahre alte Cornthwaite den alternden Wissenschaftler „Dr. Carrington“, der im arktischen Eis ein extra-terrestrisches Pflanzenwesen entdeckt und trotz diverser Morde für die Wissenschaft am Leben erhalten will. Cornthwaite spielte noch in einigen weiteren Science-Fiction-Filmen wie Kampf der Welten (nach H. G. Wells), Colossus (um einen Übermorgen).
In seiner über 50 Jahre umspannenden Filmkarriere wirkte Cornthwaite in über 50 Film- und 250 Fernsehproduktionen mit. Er spielte in Komödien Liebling, ich werde jünger (mit Cary Grant und Marilyn Monroe) und Dan Aykroyds Dr. Detroit, Western wie Einer gegen alle (mit Joel McCrea) und Wasserloch Nr. 3 (mit James Coburn), Krimis wie Rattennest (nach Mickey Spillane), Psychothrillern wie Was geschah wirklich mit Baby Jane? (mit Bette Davis), Dramen wie Lindbergh – Mein Flug über den Ozean (mit James Stewart in der Rolle des Flugpioniers) und Musikfilmen wie Madonnas Who's That Girl?.
Daneben übernahm er zahlreiche Gastauftritte in Fernsehserien wie Perry Mason, Twilight Zone, Cagney & Lacey, The Munsters, Cheers und Der Denver-Clan. In David E. Kelleys Fernsehserie Picket Fences – Tatort Gartenzaun verkörperte er zudem von 1992 bis 1994 den an der Alzheimerschen Krankheit leidenden „Howard Buss“, der schließlich sogar trotz seiner Erkrankung das Amt des Bürgermeisters ausführt.
Robert Cornthwaite starb am 20. Juli 2006 im Alter von 89 Jahren im Motion Picture & Television Country House and Hospital in Woodland Hills, Kalifornien, wo er seine letzten Lebensjahre verbracht hatte.

## Filmografie (Auswahl)
- 1950: Menschen ohne Seele (Union Station)
- 1950: Endstation Mord (Gambling House)
- 1951: Das Ding aus einer anderen Welt (The Thing from Another World)
- 1951: Das Zeichen des Verräters (The Mark of the Renegade)
- 1951: Ein Satansweib (His Kind of Woman)
- 1952: Wofür das Leben sich lohnt (Something to Live For)
- 1952: Liebling, ich werde jünger (Monkey Business)
- 1953: Kampf der Welten (The War of the Worlds)
- 1954: Day of Triumph
- 1955: Einer gegen alle (Stranger on Horseback)
- 1955: Rattennest (Kiss Me Deadly)
- 1955: Meet Mr. McNutley (Fernsehserie, Folge 2x37)
- 1955: Die Purpurrote Maske (The Purple Mask)
- 1956: Lassie (Fernsehserie, Folge 2x20 Lassie vor Gericht)
- 1957: Lindbergh – Mein Flug über den Ozean (The Spirit of St. Louis)
- 1957/1959: Abenteuer im wilden Westen (Zane Grey Theater, Fernsehserie, 2 Folgen)
- 1957–1964: Perry Mason (Fernsehserie, 5 Folgen)
- 1957/1971: Rauchende Colts (Gunsmoke, Fernsehserie, 2 Folgen)
- 1959: Vor uns die Hölle (Ten Seconds to Hell)
- 1959: Tag der Gesetzlosen (Day of the Outlaw)
- 1959: Menschen im Weltraum (Men Into Space, Fernsehserie, Folge 1x01)
- 1959–1964: Tausend Meilen Staub (Rawhide, Fernsehserie, 3 Folgen)
- 1960: Westlich von Santa Fé (The Rifleman, Fernsehserie, Folge 2x25)
- 1960: Kein Fall für FBI (The Detectives, Fernsehserie, Folge 1x32)
- 1960/1961: Maverick (Fernsehserie, 2 Folgen)
- 1961: Reptilicus (Sprechrolle)
- 1961: Lawman (Fernsehserie, Folge 3x31)
- 1961: Die Unbestechlichen (The Untouchables, Fernsehserie, 2 Folgen)
- 1962: Was geschah wirklich mit Baby Jane? (What Ever Happened to Baby Jane?)
- 1962/1963: Twilight Zone (The Twilight Zone, Fernsehserie, 2 Folgen)
- 1962/1964: Alfred Hitchcock zeigt (The Alfred Hitchcock Hour, Fernsehserie, 2 Folgen)
- 1962–1967: Im Wilden Westen (Death Valley Days, Fernsehserie, 4 Folgen)
- 1963: Am Fuß der blauen Berge (Laramie, Fernsehserie, Folge 4x13)
- 1963: The Andy Griffith Show (Fernsehserie, Folge 3x30)
- 1963: 77 Sunset Strip (Fernsehserie, Folge 5x35)
- 1963/1966: Die Leute von der Shiloh Ranch (The Virginian, Fernsehserie, 2 Folgen)
- 1964–1965: Die Seaview – In geheimer Mission (Voyage to the Bottom of the Sea, Fernsehserie, 2 Folgen)
- 1965: Auf der Flucht (The Fugitive, Fernsehserie, Folge 3x05)
- 1965: The Munsters (Fernsehserie, Folge 2x06)
- 1965: Amos Burke (Burke’s Law, Fernsehserie, Folge 3x07)
- 1965: Mini-Max (Get Smart, Fernsehserie, 3 Folgen)
- 1965/1966: Laredo (Fernsehserie, 2 Folgen)
- 1966: The Ghost and Mr. Chicken
- 1966: Batman (Fernsehserie, 2 Folgen)
- 1966/1967: Big Valley (The Big Valley, Fernsehserie, 2 Folgen)
- 1966–1973: FBI (The F.B.I., Fernsehserie, 5 Folgen)
- 1967: Ritt zum Galgenbaum (The Ride to Hangman’s Tree)
- 1967: Wasserloch Nr. 3 (Waterhole No. 3)
- 1968: Große Lüge Lylah Clare (The Legend of Lylah Clare)
- 1968: Lancer (Fernsehserie, Folge 1x09)
- 1968: Der Chef (Ironside, Fernsehserie, Folge 2x13 Das sechste Opfer)
- 1968–1970: Daniel Boone (Fernsehserie, 3 Folgen)
- 1969: High Chaparral (The High Chaparral, Fernsehserie, Folge 2x16)
- 1969/1970: The Name of the Game (Fernsehserie, 2 Folgen)
- 1970: Colossus (Colossus: The Forbin Project)
- 1970: Bonanza (Fernsehserie, Folge 11x27 Hoss und die Bankräuber)
- 1971: Die auf heißen Öfen verrecken (The Peace Killers)
- 1972: Der unsichtbare Mörder (Killer by Night, Fernsehfilm)
- 1972: Die schrecklich lange Nacht (The Longest Night, Fernsehfilm)
- 1973: Der Sechs-Millionen-Dollar-Mann (The Six Million Dollar Man, Fernsehfilm)
- 1974: Kung Fu (Fernsehserie, Folge 2x19 Caine und der Ausgestoßene)
- 1976: Die Küste der Ganoven (Barbary Coast, Fernsehserie, Folge 1x12)
- 1976: Futureworld – Das Land von Übermorgen (Futureworld)
- 1979: Quincy (Quincy, M.E., Fernsehserie, Folge 5x05)
- 1979: Buck Rogers (Buck Rogers in the 25th Century, Fernsehserie, Folge 1x07)
- 1981: Escape from DS-3
- 1982: Vater Murphy (Father Murphy, Fernsehserie, Folge 1x14)
- 1983: Dr. Detroit (Doctor Detroit)
- 1983: Das Bombengeschäft (Deal of the Century)
- 1984: Mord ist ihr Hobby (Murder, She Wrote, Fernsehserie, Folge 1x04 Ein Hundeleben)
- 1987: Cagney & Lacey (Fernsehserie, Folge 6x13)
- 1987: Who’s That Girl
- 1988: Der Denver-Clan (Dynasty, Fernsehserie, 3 Folgen)
- 1988: Ein Grieche erobert Chicago (Perfect Strangers, Fernsehserie, Folge 4x05 Prinz Balki und der Geldadel)
- 1988/1989: Die Schöne und das Biest (Beauty and the Beast, Fernsehserie, 2 Folgen)
- 1989: Time Trackers
- 1992/1993: Cheers (Fernsehserie, 2 Folgen)
- 1992–1994: Picket Fences – Tatort Gartenzaun (Picket Fences, Fernsehserie, 11 Folgen)
- 1993: Matinée (Matinee)
- 1994: Blutige Vergeltung (Dead Man's Revenge, Fernsehfilm)
- 1995: Rusta – Planet der Tränen (White Dwarf, Fernsehfilm)
- 1995: Chicago Hope – Endstation Hoffnung (Chicago Hope, Fernsehserie, Folge 2x05)
- 1996: Pretender (The Pretender, Fernsehserie, Folge 1x03)
- 2005: The Naked Monster